# کیپلینگ، ساسکاچوان
کیپلینگ، ساسکاچوان (به انگلیسی: Kipling, Saskatchewan) یک منطقهٔ مسکونی در کانادا است که در ساسکاچوان واقع شده‌است. کیپلینگ ۱٬۱۴۰ نفر جمعیت دارد.